# Léo Santos (Fußballspieler, 1998)
Léonardo Rodrigues dos Santos oder kurz Léo Santos (* 9. Dezember 1998 in São Paulo) ist ein brasilianischer Fußballspieler.

## Karriere
Zur Spielzeit 2016 stieg er in die erste Mannschaft von Corinthians auf und erhielt einen Vertrag bis Ende 2020. Am 35. Spieltag der Spielzeit 2016 gab er sein Debüt in der Série A. Am 17. November 2016 beim 1:1-Unentschieden gegen Figueirense FC wurde er über die gesamte Spielzeit eingesetzt.
Im Februar 2019 wurde er bis Jahresende an Fluminense Rio de Janeiro ausgeliehen. Nachdem er sich am rechten Knie eine Verletzung zugezogen hatte, wurde sein Kontrakt mit Fluminense vorzeitig beendet und er kehrte Anfang August zu Corinthians zurück. Zur Saison 2022 wechselte Léo Santos auf Leihbasis zu AA Ponte Preta. Hier erhielt einen Vertrag bis Jahresende.

## Erfolge
- Staatsmeisterschaft von São Paulo: 2017, 2018
- Campeonato Brasileiro: 2017